# Bulbophyllum biflorum
Bulbophyllum biflorum är en orkidéart som beskrevs av Johannes Elias Teijsmann och Simon Binnendijk. Bulbophyllum biflorum ingår i släktet Bulbophyllum och familjen orkidéer. Inga underarter finns listade i Catalogue of Life.

## Bildgalleri

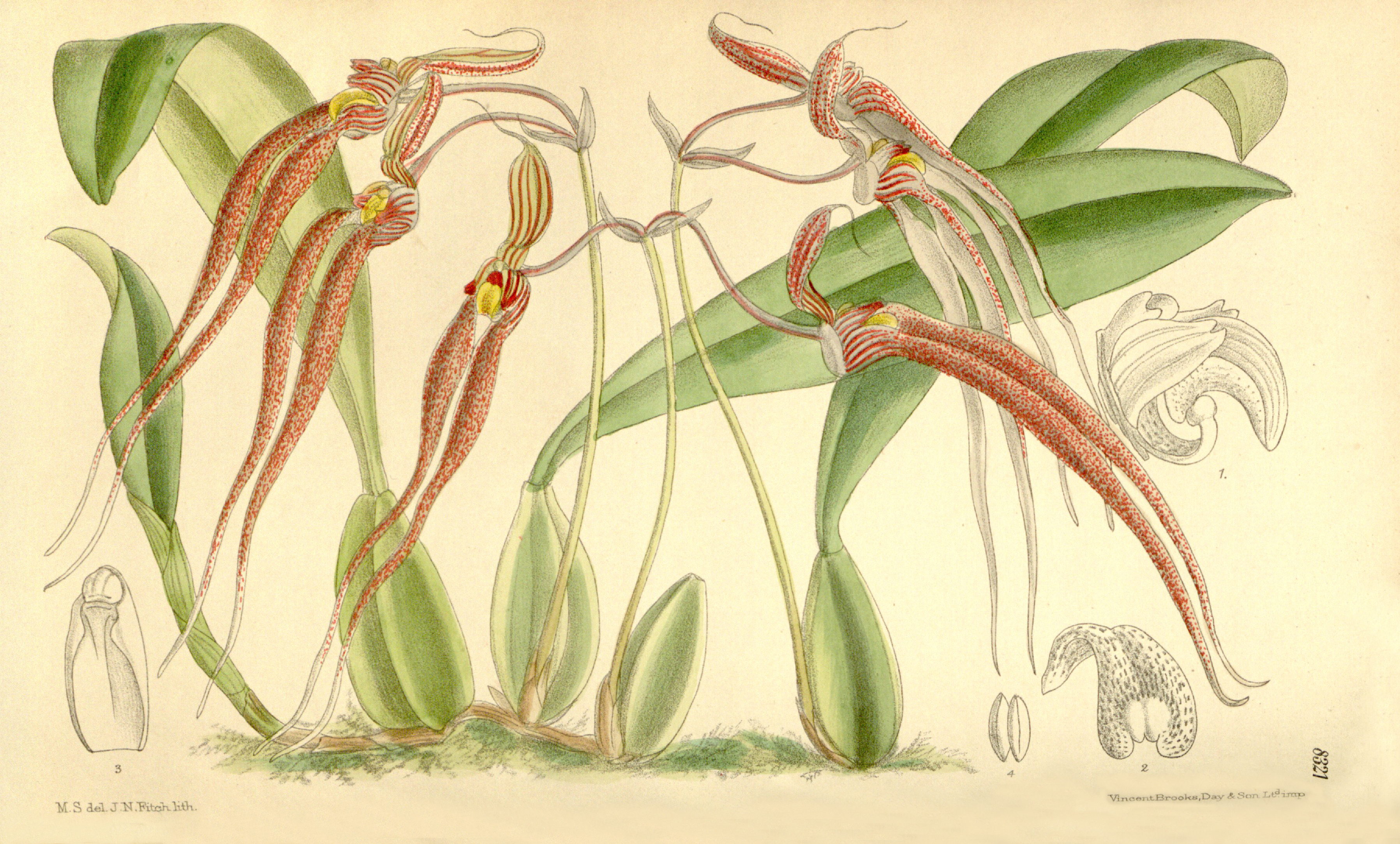